# Zhang Juanjuan
Zhang Juanjuan (chin.: 张娟娟, Zhāng Juānjuān; * 2. Januar 1981 in Laixi) ist eine chinesische Bogenschützin. Ihr größter Erfolg war der Sieg im Einzelwettbewerb bei den Olympischen Spielen 2008.

## Karriere
Bereits 2001 war Juanjuan mit dem Team Weltmeisterin in Peking geworden. Anschließend holte sie noch mehrere Erfolge bei Großereignissen, unter anderem wurde sie 2007 Siegerin im Team-Weltcup und Zweite im Einzel-Weltcup, nachdem sie bereits ein Jahr zuvor das Weltcupfinale in Mérida gewonnen hatte und sich auf Rang 3 im Einzelweltcup platziert hatte. Bei den Olympischen Spielen 2004 in Athen gewann sie mit dem chinesischen Team die Silbermedaille im Mannschaftswettbewerb, im Einzel verpasste sie als Zehnte allerdings deutlich eine Medaille.
Bei den Olympischen Spielen 2008 ging sie mit  Chen Ling und Guo Dan im Mannschaftswettbewerb an den Start. Dank einer starken Mannschaftsleistung gelang der Finaleinzug, allerdings scheiterten sie dort an den starken Südkoreanern 215:224, die seit der ersten Austragung 1988 alle Mannschaftswettbewerbe gewonnen hatten. Auch im Einzel hielt die Siegesserie der Südkoreaner seit 1984, sodass ein Sieg einer Nicht-Südkoreanerin als unwahrscheinlich galt. Doch durch gute Leistungen sicherte sich Juanjuan mit zwei Siegen über die Südkoreanerinnen Joo Hyun-jung und Yun Ok-hee den Finaleinzug. Dort galt die dritte Südkoreanerin, Park Sung-hyun, als Favoritin, doch Juanjuan konnte das Duell mit 110:109 für sich entscheiden und damit für China das erste Bogenschützen-Gold holen.